# James Friskin
James Friskin (Glasgow, Escòcia, 3 de març de 1886 – Estat de Nova York, EUA, 16 de març de 1967) fou un pianista i compositor escocès. Estudià en el Royal College of Music, sent les seves principals composicions: un quartet i un quintet per a instruments d'arc; un trio fantasia; una sonata per a violoncel; una suite per a orquestra i música religiosa. Estava casat amb la compositora Rebecca Clarke.